# Prix Paul-Hébert
Le Prix Paul-Hébert est un prix québécois qui récompense une comédienne ou un comédien qui a offert une interprétation remarquable dans un premier rôle. Remis chaque année depuis 1977 lors de la soirée des Prix d'excellence des Arts et de la Culture. 
Ce prix est nommé en hommage à Paul Hébert, homme de théâtre, cofondateur du Théâtre du Trident et pilier du développement du théâtre à Québec.

## Lauréats
- 1987 - Jean-Jacqui Boutet
- 1998 - Denise Gagnon
- 1999 - Jean Guy
- 2000 - Denise Verville
- 2001 - Robert Lepage
- 2002 - Denise Verville
- 2003 - Jacques Leblanc
- 2004 - Lorraine Côté
- 2005 - Anne-Marie Olivier
- 2006 - Réjean Vallée
- 2007 - Linda Laplante
- 2008 - Hugues Frenette
- 2009 -  Hugues Frenette[1]
- 2010 - Jacques Leblanc
- 2011 - Christian Essiambre
- 2012 - Normand Bissonnette
- 2013 - Nancy Bernier
- 2014 - Paule Savard[2]
- 2015 - Patrick Saucier[3]
- 2016 - Christian Michaud[4]
- 2017 - Simon Lepage
- 2018 - (n'a pas été remis)
- 2019 - Marianne Marceau
- 2020 - Hugues Frenette
- 2021 - Jonathan Gagnon
- 2022 - Ariel Charest

### Site externe
- Site web du Prix d'excellence des Arts et de la Culture
- Les Prix Théâtre